# Antiepileptic
Antiepilepticele (denumite și anticonvulsivante) reprezintă un grup de medicamente cu diverse structuri chimice, fiind utilizate în tratamentul crizelor convulsive epileptice. Unii agenți din această clasă sunt utilizați în plus în tratamentul tulburărilor bipolare și al tulburărilor de personalitate borderline, dar și pentru tratamentul durerii neuropate.
Principalul scop al antiepilepticelor este de a bloca transmiterea descărcării excesive neuronale din timpul crizelor și de a împiedica propagarea descărcărilor din focarul epileptogen.
Câteva exemple sunt: acetazolamidă, carbamazepină, etosuximidă, lamotrigină, levetiracetam, fenobarbital, fenitoină și valproat.

## Clasificare
Din punctul de vedere al structurii chimice, antiepilepticele pot fi clasificate astfel:

### Barbiturice
În ciuda reacțiilor adverse frecvente (sedare, somnolență), barbituricele sunt încă frecvent utilizate:
- Amobarbital
- Fenobarbital
- Metilfenobarbital
- primidona
- Secoparbital

### Benzodiazepine
Tratamentul de lungă durate cu benzodiazepine în epilepsie poate conduce la instalarea toleranței și a dependenței. Doar câțiva reprezentanți din clasa benzodiazepinelor sunt utilizați ca antiepileptice:
- Clobazam
- Clonazepam
- Clorazepat
- Diazepam
- Lorazepam
- Midazolam
- Nitrazepam
- Temazepam

### Hidantoine
- Etotoină
- Fenitoină
- Fosfenitoină (sodică)
- Mefenitoină

- Parametadionă
- Trimetadionă
- Etadionă

### Pirolidine
- Brivaracetam
- Etiracetam
- Levetiracetam
- Seletracetam

### Succinimide
- Etosuximidă
- Fensuximidă
- Mesuximidă

### Sulfonamide
- Acetazolamidă
- lacosamida
- Metazolamidă
- Zonisamidă

### Alte clase
- :Acizi grași :Acid valproic, vigabatrină, tiagabină
- Alcooli: Stiripentol
- Aldehide: Paraldehidă
- Bromuri: Bromură de potasiu, bromură de sodiu
- Carbamați: Felbamat
- Carbazepine Carbamazepină, oxcarbazepină, eslicarbazepină
- analogi ai acidului GABA:pregabalin ,gabapentina
- Piridine: Perampanel
- triazine : topiramat
- Triazine: Lamotrigină